# 듀폰 분석

듀폰 분석의 그래픽 표현도

듀폰 분석(DuPont analysis) 또는 듀폰항등식(DuPont identity)은 자기자본이익률(ROE)을 구성 종목의 일부로 분리하는 재무분석에서 사용되는 도구이다.
여러 맥락에서 유용한 ROE의 '분석과정'은 재무 관리자가 개별적으로 재무 성과의 주요 지표에 집중하여 해결해야 할 회사 내 장단점을 파악할 수 있도록 한다. 마찬가지로, 이를 통해 투자자는 서로 닮은 두 회사의 운영 효율성을 비교할 수 있다.
이름은 1920년대에 이 공식을 사용하기 시작한 듀폰 사에서 유래하였다. 듀폰의 폭발물 판매원인 도널드슨 브라운(Donaldson Brown)은 1912년에 이 기법이 포함된 내부 효율성 보고서를 상사에게 제출했다.

## 기본 공식
듀폰 분석은 ROE를 세 가지 구성 요소로 나누고, 이를 개별로 운영할 수 있다:
- 수익성: 이윤으로 측정한다.
- 자산 효율성: 자산회전율로 측정한다.
- 재무레버리지: 자기자본승수로 측정한다.

ROE = (이윤)×(자산회전율)×(자기자본승수) = ⁠순이익/매출⁠×⁠매출/평균 자산총액⁠×⁠평균 자산총액/평균 총자기자본⁠ = ⁠순이익/자기자본⁠
또는
ROE = ⁠이익/매출⁠×⁠매출/자산⁠ = ⁠이익/자산⁠×⁠자산/자기자본⁠
또는
ROE = ROS×AT = ROA×레버리지

## ROE 분석
듀폰 분석은 ROE(즉, 투자자가 단일 달러 자본으로부터 얻는 수익)을 세 가지 요소로 구분한다. 이 분석을 통해 관리자나 분석가는 비슷한 산업(또는 산업 사이)의 기업과 비교하여 상위 또는 하위 수익의 출처를 이해할 수 있다.

### 고이윤 산업
패션 산업과 같은 일부 산업은 매출이 증가하기보다는 높은 이윤으로 판매하여 수입의 상당 부분을 창출할 수 있다. 고급 패션 브랜드의 경우 이윤을 희생하지 않고 매출을 늘리는 것이 중요할 것이다. 듀폰 분석을 통해 분석가는 ROE의 변화에 어떤 요소가 지배적인지 확인할 수 있다.

### 고회전율 산업
특정 유형의 소매 운영 중 매장의 경우 매출에 대한 순이익이 매우 낮고 레버리지는 가격이 비교적 알맞을 것이다. 그러나 식료품은 매출이 매우 높으며, 연간 자산의 상당 부분이 판매된다. 이러한 기업의 ROE는 특히 이 지표의 성과에 따라 달라질 수 있으므로 자산 매출은 과소 또는 과잉 성과의 징후에 대해 매우 신중하게 연구될 것이다. 예를 들어, 많은 소매업체의 동일 매장 매출은 (회사가 지속적으로 매장을 열어 개선된 성과를 보이기보다는) 기존 매장에서 더 큰 수익을 창출하고 있다는 표시로 중요하게 여겨진다.

### 고레버리지 산업
금융 부문과 같은 일부 부문은 높은 레버리지에 의존하여 수용 가능한 ROE를 창출한다. 다른 산업에서는 높은 수준의 레버리지가 용납할 수 없을 정도로 위험하다고 볼 수 있다. 듀폰 분석을 통해 주로 재무제표에 의존하는 제3자가 비슷한 기업 간의 레버리지를 비교할 수 있다.

## ROA 및 ROE 비율
듀폰이 자체 용도로 개발한 '자산수익률(ROA)'은 현재 많은 기업에서 총자산이 얼마나 효과적으로 사용되는지 평가하는 데 사용되고 있다. 이는 순이익과 자산회전율의 결합 효과를 측정한다.
{\displaystyle {\text{ROA}}={\frac {\text{순이익}}{\text{총수입}}}\times {\frac {\text{총수입}}{\text{평균 자산총액}}}={\frac {\text{순이익}}{\text{평균자산총액}}}}
'자기자본이익률'은 주주들의 수익률을 측정하는 지표이다. ROE를 회사 성과에 영향을 미치는 다양한 요인으로 분해하는 것을 흔히 '듀폰 체계'(DuPont system)라고 한다.
{\displaystyle {\text{ROE}}={\frac {\text{순이익}}{\text{평균 자기자본}}}={\frac {\text{순이익}}{\text{세전이익}}}\times {\frac {\text{세전이익}}{\text{EBIT}}}\times {\frac {\text{EBIT}}{\text{총수입}}}\times {\frac {\text{총수입}}{\text{평균 총자기자본}}}\times {\frac {\text{평균 자산총액}}{\text{평균 총자기자본}}}}
경우
- 순이익 = 세후 세전이익
- 자본 = 주주자본
- EBIT = 이자및세전이익
- 세전이익은 종종 EBT(Earnings Before Taxes)로 말하기도 한다.

이 분석과정은 기본적 분석에서 사용되는 다양한 비율을 제시한다.
- 회사의 세금 부담은 (순이익 ÷ 세전이익)이다. 이는 소득세를 납부한 후 회사가 보유한 이익의 비율이다. [NI/EBT]
- 회사의 이자 부담은 (세전이익 ÷ EBIT)이다. 부채가 없거나 재무레버리지가 없는 회사의 경우 1.00달러가 된다. [EBT/EBIT]
- 회사의 '영업이익' 또는 매출이익률(ROS)은 (EBIT ÷ 수익)이다. 이는 매출 달러당 영업이익이다. [EBIT/총수입]
- 회사의 자산회전율(ATO)은 (매출 ÷ 평균 총자산)이다.
- 회사의 '자기자본승수'는 (평균 자산총액 ÷ 평균 총자기자본)이다. 이는 재무레버리지를 측정하는 척도이다.